# Deldoul (Djelfa)
Deldoul (em árabe: دلدول) é uma cidade e comuna localizada na província de Djelfa, Argélia. Segundo o censo de 2008, a população total da cidade era de 11 230 habitantes.